# Jorge Ángel Livraga
Pour les articles homonymes, voir Livraga.
Jorge Ángel Livraga Rizzi (3 septembre, 1930 - 7 octobre 1991) est un philosophe, historien, poète et écrivain argentin. Il est né à Buenos Aires dans une famille d'origine italienne, et mort à Madrid.
Après avoir été membre de la Société théosophique pendant une dizaine d’années il fonde en 1957 l’organisation internationale Nouvelle Acropole, en devient le premier président puis il consacre l'essentiel de sa vie à son développement. Il s'agit de bâtir au XXe siècle une école de philosophie à la manière classique, en réintroduisant la méthode socratique comme recherche de la sagesse et de la connaissance de l’être humain.
Son intention est de réactualiser, à l'image des écoles de philosophie dans la tradition classique  – l’Académie platonicienne, le lycée d'Aristote, l’école néoplatonicienne d’Alexandrie – des éléments utiles et inspirateurs pour guider les temps futurs.

## Biographie
Il est né en Argentine de parents d'origine italienne. Ses parents étaient Ángel Livraga, ingénieur industriel, et Victoria Rizzi, tous deux issus de familles émigrées à la fin du XIXe siècle.
La mort précoce de son père alors qu'il avait à peine quinze ans provoque en lui une crise profonde qui l’amène à s'intéresser à la philosophie ésotérique et à entrer en contact avec la Société théosophique argentine, où il commence ses études sur l'histoire des religions et la symbologie,. Par la suite, il suit les enseignements des professeurs Curuppumullage Jinarajadasa et Nilakanta Sri Ram, tous deux présidents de la Société théosophique mondiale basée à Adyar (Chennai) en Inde.
En parallèle, il entreprend des études de médecine, d'histoire de l'art et de philosophie à l'université de Buenos Aires.
En 1956, il crée la revue Études théosophiques destinée à faire connaître les œuvres de Helena Petrovna Blavatsky aux jeunes universitaires, en les confrontant aux nouvelles découvertes scientifiques du XXe siècle.
Après s'être séparé de la Société théosophique, il fonde avec sa femme Ada Albrecht en 1957 l’association Nouvelle Acropole. Après leur séparation, cette dernière fonde en Uruguay sa propre association, Hastinapura. En peu de temps, l'association Nouvelle Acropole acquiert le caractère international d'un mouvement humaniste et philosophique, ce qui le conduit à une activité intense à travers des cours, des conférences et des voyages constants à travers le monde. En 1972, il s'installe en Espagne à l'occasion de l'ouverture des activités de Nouvelle Acropole en Europe. Deux de ses proches disciples, Delia Steinberg Guzmán et Fernand Schwarz, assumeront respectivement des responsabilités de direction en Espagne et en France.
Il consacre ensuite le reste de sa vie à promouvoir cette « aventure spirituelle », en la construisant grâce à un important effort d’enseignement et de recherche tout en continuant à créer des centres, d'abord en Europe et en Amérique puis à partir de 1977, en Europe de l’Est, en Asie, en Afrique et en Océanie.
Il est l'auteur de 36 ouvrages enregistrés à la Bibliothèque nationale d'Espagne. Selon la BNF, ses ouvrages sont traduits dans de nombreuses langues. Après avoir beaucoup voyagé, il est mort à Madrid en 1991. Son ancienne maison à Buenos Aires est aujourd'hui devenue un musée.

## Controverse

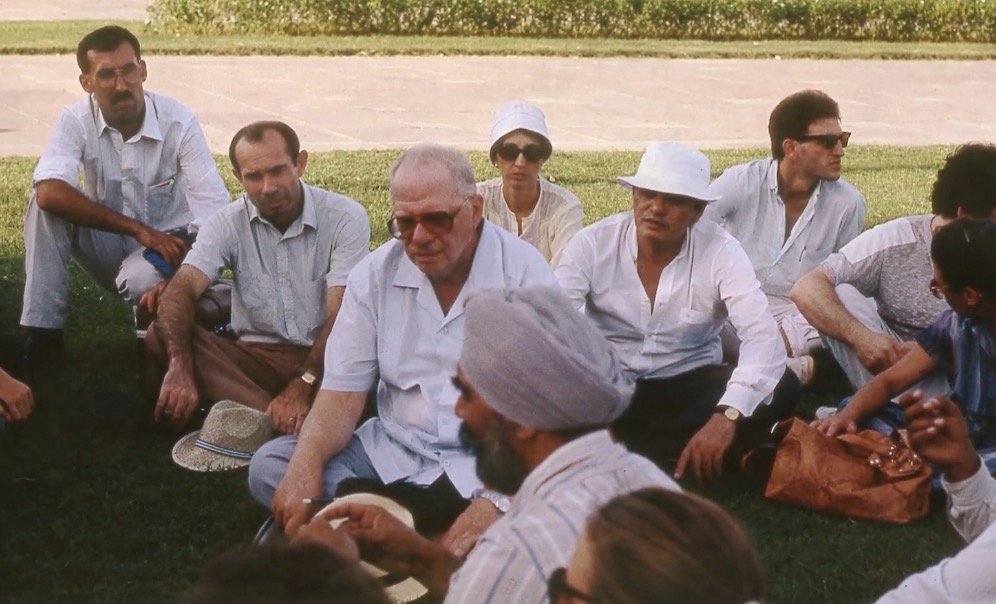
Atelier Philosophique avec Jorge Livraga.

Certains de ses écrits datant des années 1960, faisant la critique des dérives des régimes démocratiques contemporains, dénoncés comme apocryphes par Nouvelle Acropole, ont cependant été utilisés pour supporter la thèse que l'organisation poursuit des buts politiques fascistes, notamment en France. Cependant, dans l'ouvrage autobiographique Möassy el perro publié en 1975, l'auteur, Jorge Livraga, renvoie dos à dos les deux superpuissances et l'ensemble des modèles politiques de l'époque, devenus désenchantés, déspiritualisés et ayant perdu le sens du sacré au profit du tout industriel et du rendement.
Le Groupe d'étude des mouvements de pensée en vue de la prévention de l'individu a publié en 2013 un article dans lequel il a sélectionné des extraits et fait une analyse critique du contenu idéologique de l'ouvrage Lettres à Délia et Fernand dans lequel Livraga répond aux questions de ses disciples Delia Steinberg Guzmán et Fernand Schwarz,.
A l'origine de cette polémique et des rumeurs dont font l'objet Nouvelle acropole France et son fondateur se trouve le rapport de la commission d'enquête sur les sectes du parlement français publié en janvier 1996. Dès sa sortie ce rapport a été critiqué par la communauté internationale et a lui même fait l'objet d'une enquête approfondie de la part du CESNUR (Centre d'étude sur les nouvelles religions) regroupant de nombreux universitaires et sociologues experts du domaine. Pas un seul n'a pris position en faveur du rapport parlementaire ni sur sa méthodologie ni plus généralement, sur ses conclusions. En particulier le choix des mouvements désignés est apparu très vite arbitraire, s'appuyant sur des sources partielles ou partiales, donnant une fâcheuse impression d'amateurisme et exposant des personnes et associations à d'inacceptables amalgames et  discriminations. Ce rapport sera déclaré caduc en 2005 par circulaire ministérielle, mais continue parfois d'être repris par certains médias et militants anti sectaires,.
Dans cette enquête le Pr. Antoine Faivre qui a mené l'étude indépendante la plus fouillée et documentée sur Nouvelle Acropole considère que Nouvelle Acropole ne doit être considérée ni comme un nouveaux mouvement religieux ni un courant occultiste ni une société initiatique mais une école de philosophie éclectique en quête d'une culture universelle fondée sur des principes de fraternité et de concorde.

De son coté dans une interview publiée en 1995, Livraga à qui l'on pose la question - n'avez-vous pas peur que votre mouvement soit étiqueté de secte ? répond : 

« De toute façon, celui qui agit dans la vie publique risque toujours d'être catalogué d'une manière ou d'une autre. Cela ne doit pas empêcher d'agir. L'ancienne vision du monde a volé en éclat, il est indéniable que l'on assiste à un renouveau de la spiritualité en cette fin de siècle et nombreux sont ceux qui participent à ce renouveau : anthropologues, poètes et même scientifiques. Mais certains suivant les vieux schémas mentaux, réduisent le renouveau du phénomène spirituel et la redécouverte du sacré à un simple fanatisme sectaire, ce qui existe aussi dans cette mouvance. Donc tous les mouvements qui participent à ce renouveau dont nous faisons également partie , vont être étiquetés, catalogués comme secte ou comme nouvelle religion... Les critiques en France sont dues à une vision très manichéenne et réductrice. Dans les autres pays nous sommes loin d'être critiqués... »

## Œuvres

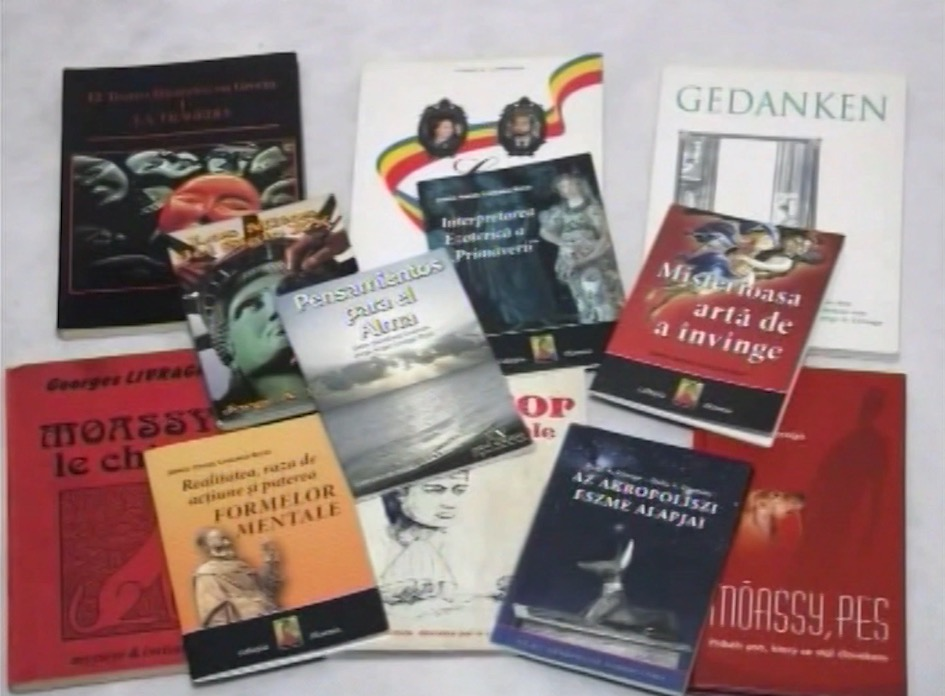
Collection d'ouvrages de Jorge Livraga

Moassy le chien. Ouvrage autobiographique qui nous fait part de son désir profond de contribuer à l'avènement d'un monde "plus humain".

Il a écrit plusieurs livres sur des sujets liés à la philosophie, l'histoire, et la spiritualité, abordant des thèmes variés comme les sagesses anciennes, la symbolique des civilisations et la psychologie.

### Ouvrages traduits en français
- Comment s'incarnent les rêves, Paris, Ed. Nouvelle Acropole, coll. « Acropolis », 2021, 287 p. (ISBN 978-2-9026-056-20).
- Möassy, le chien, Pantin, Les Textes essentiels, coll. « Mystère et initiation », 1980 (réimpr. 2017), 150 p. (ISBN 2-86447-006-3 et 978-2902605552).
- L’alchimiste, Ed. Nouvelle Acropole, coll. « Acropolis », 1983 (réimpr. 2017), 183 p. (ISBN 978-2-9026-0553-8).
- Les esprits de la nature : Elfes, fées, gnomes..., Éditions des 3 Monts, coll. « Mystère et initiation », 1984 (réimpr. 2000,2014), 142 p. (ISBN 2-902605-06-4).
- Thèbes, éd. Nouvelle Acropole, coll. « Mystère et initiation », 1987 (réimpr. 2017), 236 p. (ISBN 978-2-902605-58-3 et 978-2-902605-6-37).
- Lettres à Délia et Fernand, éd. Nouvelle Acropole, 1994, 281 p. (ISBN 2-902605-37-4).
- Jorge Angel Livraga, Délia Steinberg Guzman, Fernand Schwarz et Ramon Sanchis Fernandis, Dangers du racisme : réflexions autour du problème du racisme et alternatives philosophiques pour l'éradiquer, Paris, éd. Nouvelle Acropole, coll. « Les Dossiers Spéciaux », 1998, 85 p. (ISBN 2-902605-37-4).
- Ankor le disciple : dernier prince de l'Atlantide, Éditions des 3 Monts, 2003, 192 p. (ISBN 2-909735-61-3 et 978-2-909735-61-0).

### Ouvrages en espagnol
Par ordre chronologique. La date indiquée est celle de la première édition.
- (es) Olga Albrecht, Ada Dolores Albrecht et Jorge Angel Livraga, Lotos ː poesias, Buenos Aires, Rossi editora, 1952.
- (es) Ankor, El Discipulo : La Atlántida bajo el conocimiento esotérico, Cunillera, ed. Pax Mexico L.C.C.S.As, 1972 (réimpr. 1980,1983,1994), 306 p. (ISBN 96-886-0560-3).
- (es) El Alquimista : Tras la imagen de Giordano Bruno, Madrid, Editorial Cunillera, 1974 (réimpr. 1983), 237 p. (ISBN 84-230-0041-9 et 84-85982-12-6).
- (es) Moassy El Perro, Madrid, ed. Nueva Acrópolis, 1975 (réimpr. 1978), 159 p. (ISBN 84-400-4870-X)
- (es) El ideal político, Secretaría de Prensa O.I.N.A.E.S., 1977, 95 p. (ISBN 84-400-2796-6).
- (es) Ultimas conferencias del profesor Livraga, Madrid, ed. Nueva Acrópolis, 1977-1982, Depósito Legal M 26346-1977.
- (es) Manual de primer curso : ética, socio-política, filosofía de la historia, Madrid, ed. Nueva Acrópolis, 1978, 265 p. (ISBN 84-300-0173-5).
- (es) Apuntes de filosofía-moral, Madrid, ed. Nueva Acrópolis, 1979, Depósito Legal M 313.
- (es) Apuntes de psicología, Madrid, ed. Nueva Acrópolis, 1979, Depósito Legal M 314.
- (es) Apuntes de Simbología, Madrid, ed. Nueva Acrópolis, 1979, Depósito Legal M 315.
- (es) Ideario, Madrid, ed. Nueva Acrópolis, 1980, Depósito Legal M 7051.
- (es) Introducción a la sabiduría de Oriente, Madrid, ed. Nueva Acrópolis, 1980, Depósito Legal M 10730.
- (es) Cartas a Delia y Fernando, Madrid, ed. Nueva Acrópolis, 1981, 251 p. (ISBN 84-300-4075-7).
- (es) Jorge Angel Livraga et Delia Steinberg Guzmán, Fundamentos del ideal acropolitano, Madrid, ed. Nueva Acrópolis, 1982, 70 p. (ISBN 84-85982-06-1).
- (es) Pensamientos, Valencia, ed. Nueva Acrópolis, 1982, 165 p. (ISBN 84-85982-02-9).
- (es) Conferencias, Madrid, ed. Nueva Acrópolis, 1982 (ISBN 84-85982-03-7).
- (es) Los espíritus elementales de la naturaleza, Madrid, ed. Nueva Acrópolis, 1985 (réimpr. 2002), 134 p. (ISBN 84-85982-19-3).
- (es) Tebas, Valencia, ed. Nueva Acrópolis, 1986, 159 p. (ISBN 84-85982-26-6).
- (es) Jorge Angel Livraga et José Valentin, El teatro Mistérico en Grecia, Madrid, ed. Nueva Acrópolis, 1987 (ISBN 84-85982-28-2).
- (es) Los mitos del siglo XX, Valencia, ed. Nueva Acrópolis, 1988, 132 p. (ISBN 84-85982-31-2).
- (es) Magia, Religion y Ciencia para el tercer Milenio, Valencia, ed. Nueva Acrópolis, 1995 (ISBN 84-85982-50-9, 84-85982-58-4, 84-85982-61-4, 84-96369-04-8 et 84-85982-73-8).
- (es) Jorge A. Livraga Rizzi, Fernando Schwarz, Delia Steinberg Guzmán, Ramón Sanchís Ferrándiz, Peligros del racismo, Madrid, Nueva Acrópolis, 1997, 77 p. (ISBN 84-85982-60-6)[18].
- (es) El poder de la mente sobre la materia, Madrid, ed. Nueva Acrópolis, 2002, 15 p. (ISBN 84-85982-75-4).
- (es) Cómo se plasman los sueños, Madrid, ed. Nueva Acrópolis, coll. « Perlas de sabiduría », 2002, 26 p. (ISBN 84-85982-79-7).
- (es) La vida después de la muerte, Madrid, ed. Nueva Acrópolis, 2002, 32 p. (ISBN 84-85982-76-2).
- (es) Las edades esotéricas del hombre, Madrid, ed. Nueva Acrópolis, 2002, 15 p. (ISBN 84-85982-78-9).
- (es) Los siete caminos para la realización espiritua, Madrid, ed. Nueva Acrópolis, coll. « Perlas de sabiduría », 2002, 25 p. (ISBN 84-85982-77-0).
- (es) El hombre y las crisis, Madrid, ed. Nueva Acrópolis, coll. « Perlas de sabiduría », 2010, 36 p. (ISBN 84-96369-24-2).
- (es) Jorge Angel Livraga et Delia Steinberg Guzmán, El miedo, un mal de nuestros tiempos, Madrid, ed. Nueva Acrópolis, coll. « Perlas de sabiduría », 2010, 28 p. (ISBN 84-96369-27-7).
- (es) El misterioso arte de vencer, Madrid, ed. Nueva Acrópolis, coll. « Perlas de sabiduría », 2010, 27 p. (ISBN 84-96369-25-0).
- (es) Símbolos y misterios del Antiguo Egipto, Madrid, ed. Nueva Acrópolis, coll. « Perlas de sabiduría », 2010, 36 p. (ISBN 978-84-96369-26-9).
- (es) El hombre, sus mitos y sus símbolos : Recoge una conferencia dictada el 12 de marzo de 1976, Madrid, ed. Nueva Acrópolis, coll. « Perlas de sabiduría », 2015, 41 p. (ISBN 978-8-4963-6940-5).
- (es) La iniciación en el Antiguo Egipto, Madrid, ed. Nueva Acrópolis, coll. « Perlas de sabiduría », 2015, 25 p. (ISBN 978-84-96369-42-9).
- (es) La vida cotidiana en la antigua Roma, Madrid, ed. Nueva Acrópolis, coll. « Perlas de sabiduría », 2015, 36 p. (ISBN 978-8-4963-6943-6).
- (es) Parábolas y enseñanzas del Buda, Madrid, ed. Nueva Acrópolis, coll. « Perlas de sabiduría », 2015, 28 p. (ISBN 978-8-4963-6944-3).
- (es) Si quieres un mundo mejor-- empieza por ti : Recopilación de la conferencia "Cómo convertirse en un hombre nuevo", del 19 de enero de 1983, Madrid, ed. Nueva Acrópolis, coll. « Perlas de sabiduría », 2015, 28 p. (ISBN 978-8-4963-6947-4).